# Peter Modest Waterloo

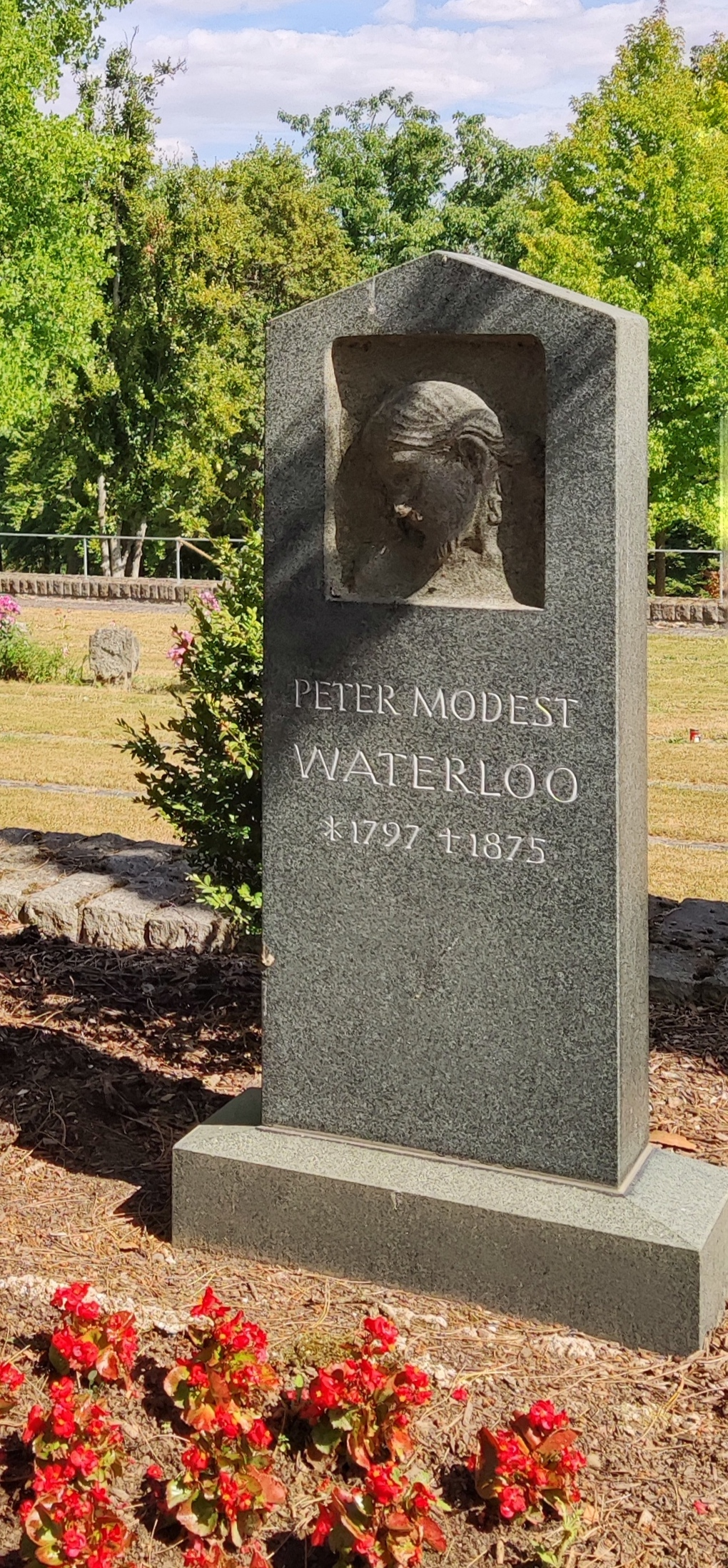
Grabstein von Peter Modest Waterloo auf dem Friedhof Montabaur

Peter Modest Valentin Waterloo (* 6. Mai 1797 in Marienrachdorf; † 27. November 1875 in Montabaur) war ein deutscher Bürgermeister. Er war von 1832 bis 1849 Schultheiß und im Anschluss bis 1875 Bürgermeister der rheinland-pfälzischen Stadt Montabaur.

## Leben
Peter Modest Valentin Waterloo wurde am 6. Mai 1797 in Marienrachdorf als Sohn eines Steuerrezeptors geboren. Bis 1832 war er bei der Landschultheißerei Montabaur beschäftigt. Zum 1. Juni 1832 wurde er als herzoglich-nassauische Staatsbeamter Stadtschultheiß. Im selben Jahr, am 27. November 1832, heiratete er die 26-jährige Helene Isbert aus Montabaur, womit er Schwager von Jakob Isbert wurde. Aus der Ehe gingen zwei Söhne hervor, der am 24. September 1833 geborene spätere Oberlandesgerichtsrat in Frankfurt a. M., Adolf Jakob Johann sowie Adam Carl Modest, geboren am 12. Januar 1835, der bereits am 14. Juni 1845 starb. Wenige Tage nach dieser Geburt starb am 21. Januar 1835 seine Frau und seine Schwester Helene übernahm fortan den Haushalt.
Während der Märzrevolution von 1848 wurde Waterloo durch Revolutionäre vorübergehend abgesetzt, übte sein Amt aber weiter unentgeltlich aus. Nach der Revolution erhielten die Städte die Möglichkeit der Selbstverwaltung und in Montabaur konnten wieder Bürgermeister frei gewählt werden. Infolgedessen wurde Waterloo mit Wirkung zum 1. Februar 1849 Bürgermeister der Stadt Montabaur.
Während seiner Amtszeit war Waterloo unter anderem verantwortlich für die Verlegung des Idsteiner Lehrerseminars im Jahre 1851 in das Schloss Montabaur sowie den Neubau des heute unter Denkmalschutz stehenden alten Rathauses 1866. Bis zu seinem 70. Lebensjahr hatte Waterloo alle Verwaltungsschreiben und Gemeindeprotokolle selber mit der Hand geschrieben. Erst dann beantragte er eine Schreibhilfe, die ihm In der Sitzung des Gemeinderats vom 23. Januar 1869 gestattet wurde. In den Folgejahren verschlechterte sich sein Gesundheitszustand, so dass der Gemeinderat am 9. Oktober 1875 sämtliche Bürgermeistergeschäfte an seinen Stellvertreter Karl Neurohr übertrug und auf Antrag des Stadtrats Franz Wilhelm Hisgen am 11. November 1875 beschloss ihn mit vollem Gehalt in dankbarer Anerkennung seiner Verdienste und langjährigen treue bis zum Lebensende in den Ruhestand zu versetzen. Peter Modest Waterloo starb am 27. November 1875 nach 44 Dienstjahren im Alter von 78 Jahren in Montabaur.

## Auszeichnungen
- 1874 verlieh Wilhelm I. Peter Modest Waterloo den Roten Adlerorden 4. Klasse in Anerkennung seiner Verdienste.[1]
- In Montabaur ist die Waterloostraße nach ihm benannt.[2]